# Maderentulus maderensis
Maderentulus maderensis är en urinsektsart som först beskrevs av Bruno Condé 1957.  Maderentulus maderensis ingår i släktet Maderentulus och familjen lönntrevfotingar. Inga underarter finns listade i Catalogue of Life.